# Nieuw-Koudekerke
Nieuw-Koudekerke (officieel, Frans: Coudekerque-Branche, Frans-Vlaams: Koudekerke) is een gemeente in de Franse Westhoek, in het Franse Noorderdepartement (Frans: département du Nord). De gemeente ligt in Frans-Vlaanderen in de streek het Blootland, binnen de stedelijke agglomeratie van Duinkerke. Zij grenst aan de gemeenten Duinkerke, Tetegem, Koudekerke-Dorp en Kapelle. Nieuw-Koudekerke telde op 1 januari 2022 20.833 inwoners.

## Geschiedenis
De huidige gemeente Nieuw-Koudekerke was een deel van de gemeente Koudekerke-Dorp totdat het in 1789 werd afgesplitst van Koudekerke-Dorp en zo een nieuwe gemeente vormde. In de negentiende eeuw was het gebied nog redelijk landelijk maar vanaf de jaren 1920 begon het inwonertal serieus te stijgen, door de grote economische ontwikkeling van Duinkerke en van zijn havens. Hierdoor groeide het dorp uit tot een aanzienlijke voorstad van Duinkerke.
Een aantal wijken van Nieuw-Koudekerke kwamen bij andere gemeenten terecht. Zo werd de wijk Jeu-de-Mail in 1850 geannexeerd door Duinkerke en in 1860 werd een deel van het grondgebied tot een zelfstandige gemeente gemaakt, namelijk Rozendaal. Niettemin nam de bevolking van Nieuw-Koudekerke toe van 1265 in 1800 tot 5440 in 1901. Dit kwam door de vestiging van tal van bedrijven zoals de weverij Weill, de fabriek Dickson (industrieel textiel), de ketelbouwer Longatte en diverse brouwerijen. In 1888 werd een brug gebouwd en een weg die alle wijken, voordien gescheiden door vaarten, met elkaar verbond. Ook een spoorwegstation werd toen geopend. Van groot belang werd ook de onderhouds- en reparatiewerkplaats voor locomotieven welke Nieuw-Koudekerke tot een belangrijk spoorwegknooppunt maakten. Einde jaren '60 van de 20e eeuw werd de werkplaats opgeheven. De eerste parochie, die van het Heilig Hart, kwam tot stand in 1880 en in de eerste helft van de 20e eeuw werden veel collectieve voorzieningen gebouwd. In de 2e helft van de 20e eeuw breidde Nieuw-Koudekerke zich naar het westen uit. De sluiting van de textielfabrieken en de voedingsmiddelenindustrie leidde tot een herstructurering van de gemeente, maar dit alles werd gevolgd door een nieuwe economische opbloei.

## Geografie
De oppervlakte van Nieuw-Koudekerke bedroeg op 1 januari 2022 9,14 vierkante kilometer; de bevolkingsdichtheid was toen 2.279,3 inwoners per km².

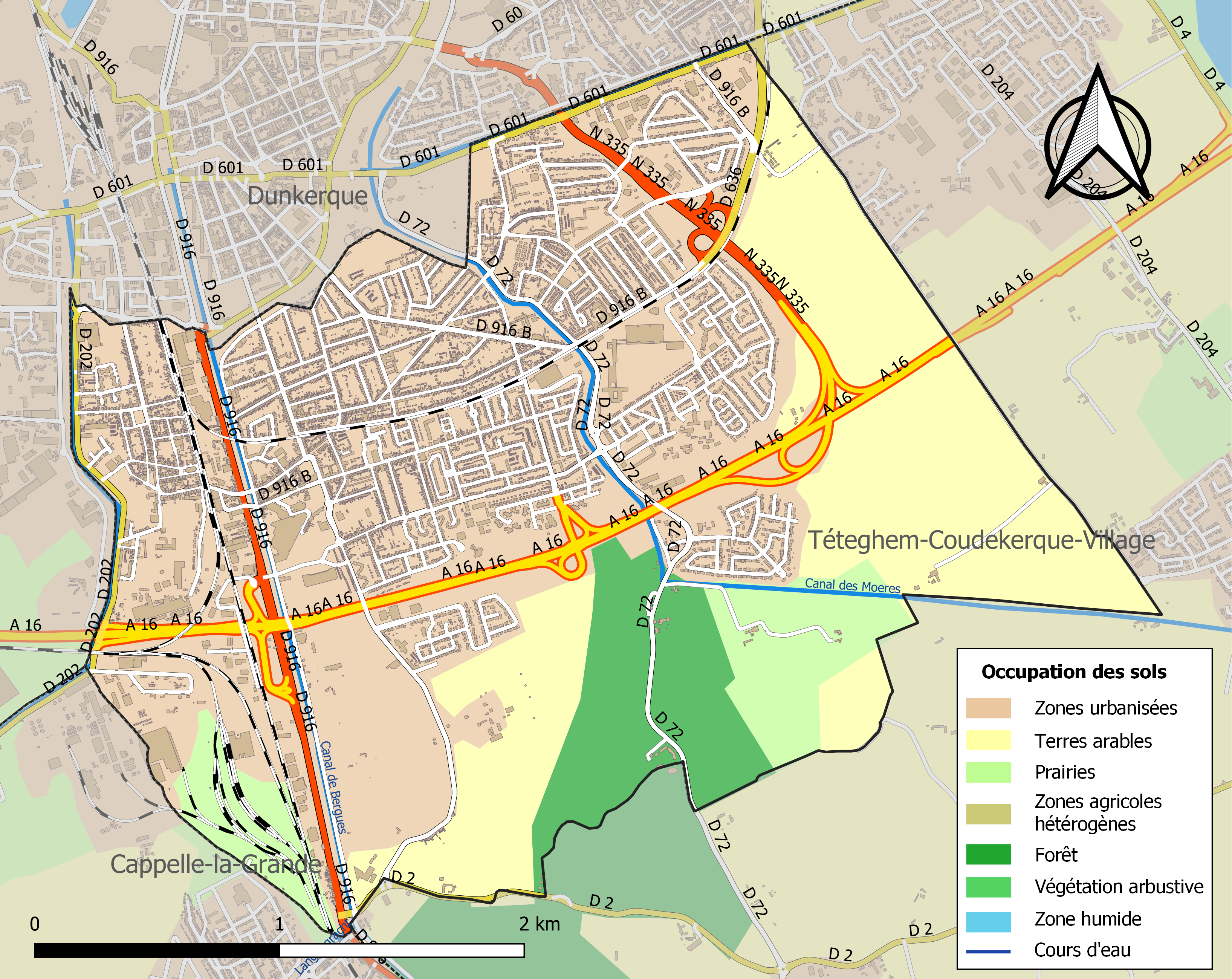
Kaart van de gemeente met belangrijkste infrastructuur, bodemgebruik en omliggende gemeenten

## Bezienswaardigheden
- Het Fort Louis
- De Heilig Hartkerk van 1885
- De Sint-Germanakerk van 1903-1911
- De Sint-Theresiakerk van na de Eerste Wereldoorlog

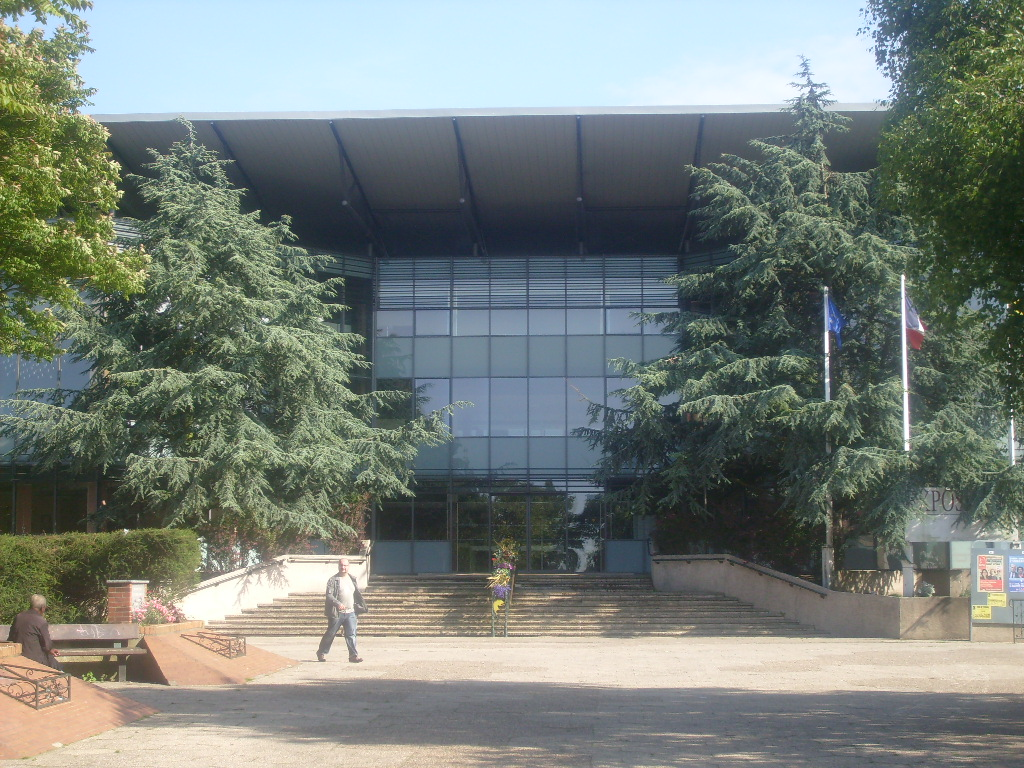
Het nieuwe gemeentehuis van Nieuw-Koudekerke

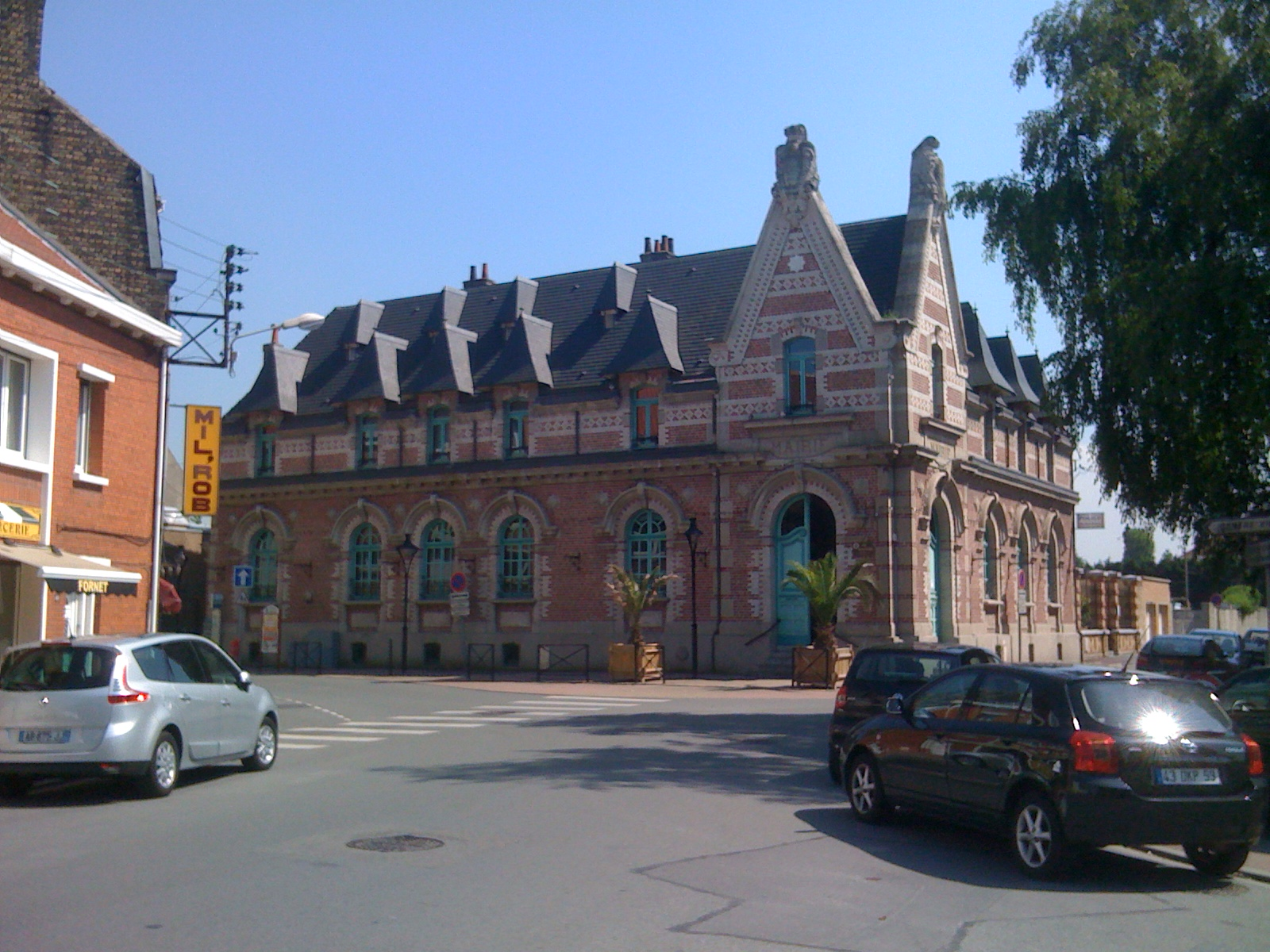
Het oude gemeentehuis van Nieuw-Koudekerke

- De Sint-Pieterskerk van 1959
- De Brasserie Baudenoot

## Natuur en landschap
Nieuw-Koudekerke ligt in het Blootland op een hoogte van 0 tot 6 meter en omvat de samenkomst van een viertal kanalen op een punt genaamd quatre écluses. De kanalen zijn: de Havendijk (Canal de Bergues) van 1634; de Broekburgvaart (Canal de Bourbourg) van 1685; het Kanaal Nieuwpoort-Duinkerke (17e eeuw) en het Canal des Moëres. Het laatste wordt tegenwoordig onder het Kanaal Nieuwpoort-Duinkerke doorgeleid om vervolgens, door middel van pompen, naar een afvoerkanaal te worden geleid.

## Verkeer
In de gemeente ligt spoorwegstation Coudekerque-Branche. Nieuw-Koudekerke grenst aan de achterhavens van Duinkerke.

## Demografie
Onderstaande figuur toont het verloop van het inwonertal (bron: INSEE-tellingen).